# Jadwiga Pędrak-Lidka
Jadwiga Pędrak-Lidka z domu Pawlak (ur. 28 czerwca 1929) – polska Sprawiedliwa wśród Narodów Świata.
W grudniu 1942 rodzina Jadwigi (rodzice Bronisława, Stefan, babcia Antonina) przyjęła pod swój dach w podlubelskiej Olszance zaprzyjaźnione małżeństwo Elki i Menachema (Mordki) Bronów wraz z ich synami Icchakiem i Moszem, które zbiegło ze zlikwidowanego dwa miesiące wcześniej getta w Bychawie. Pawlakowie ukryli Żydów pod podłogą stodoły. Zadaniem Jadwigi było noszenie do stodoły jedzenia oraz książek. Dzięki oddaleniu gospodarstwa od innych zabudowań ukrywani mogli nocami chodzić po ogrodzie.
Bronowie ukrywali się u Pawlaków do nadejścia Armii Czerwonej w lipcu 1944. Po wojnie przeprowadzili się do Lublina. Jadwiga mieszkała z nimi, gdyż przyjechała do szkoły w Lublinie. W 1945 Bronowie wyjechali do Izraela, a dalej do Stanów Zjednoczonych. Jadwiga i Icchak Bron utrzymywali ze sobą kontakt jeszcze w XXI wieku.
W 1992 Jadwiga Pędrak-Lidka otrzymała tytuł Sprawiedliwy wśród Narodów Świata nadawany przez Jad Waszem w Jerozolimie.